# Champ de dolmens de Damiya
Le champ de dolmens de Damiya (ou Damiyah) est un ensemble de dolmens situé en Jordanie, près de la vallée du Jourdain.

## Description
Le champ s'étend sur quelques kilomètres au pied des collines surplombant la rive orientale de la vallée du Jourdain, à une quarantaine de km au nord-ouest d'Amman, près du village de Damiya. Le site comprend environ 300 dolmens.
Les dolmens sont datés du Néolithique récent (IVe millénaire av. J.-C.).

## Historique
En 2010, du fait de l'utilisation du site comme carrière de pierres, l'édifice est mentionné dans la liste des monuments en danger du Fonds mondial pour les monuments. En décembre 2010, le département des antiquités de Jordanie crée un parc archéologique pour protéger une partie du site.